# Municipio de Pershing (Indiana)
El municipio de Pershing (en inglés: Pershing Township) es un municipio ubicado en el condado de Jackson en el estado estadounidense de Indiana. En el año 2010 tenía una población de 1394 habitantes y una densidad poblacional de 17,44 personas por km².

## Geografía
El municipio de Pershing se encuentra ubicado en las coordenadas 39°0′33″N 86°7′22″O / 39.00917, -86.12278. Según la Oficina del Censo de los Estados Unidos, el municipio tiene una superficie total de 79.94 km², de la cual 79,41 km² corresponden a tierra firme y (0,66 %) 0,53 km² es agua.

## Demografía
Según el censo de 2010, había 1394 personas residiendo en el municipio de Pershing. La densidad de población era de 17,44 hab./km². De los 1394 habitantes, el municipio de Pershing estaba compuesto por el 98,42 % blancos, el 0,07 % eran afroamericanos, el 0,22 % eran amerindios, el 0,14 % eran asiáticos, el 0,07 % eran de otras razas y el 1,08 % eran de una mezcla de razas. Del total de la población el 0,43 % eran hispanos o latinos de cualquier raza.